# 1982 en science
| Années de la science : 1979 - 1980 - 1981 - 1982 - 1983 - 1984 - 1985    |
| Décennies de la science : 1950 - 1960 - 1970 - 1980 - 1990 - 2000 - 2010 |

Cet article présente les faits marquants de l'année 1982 en science.

## Évènements

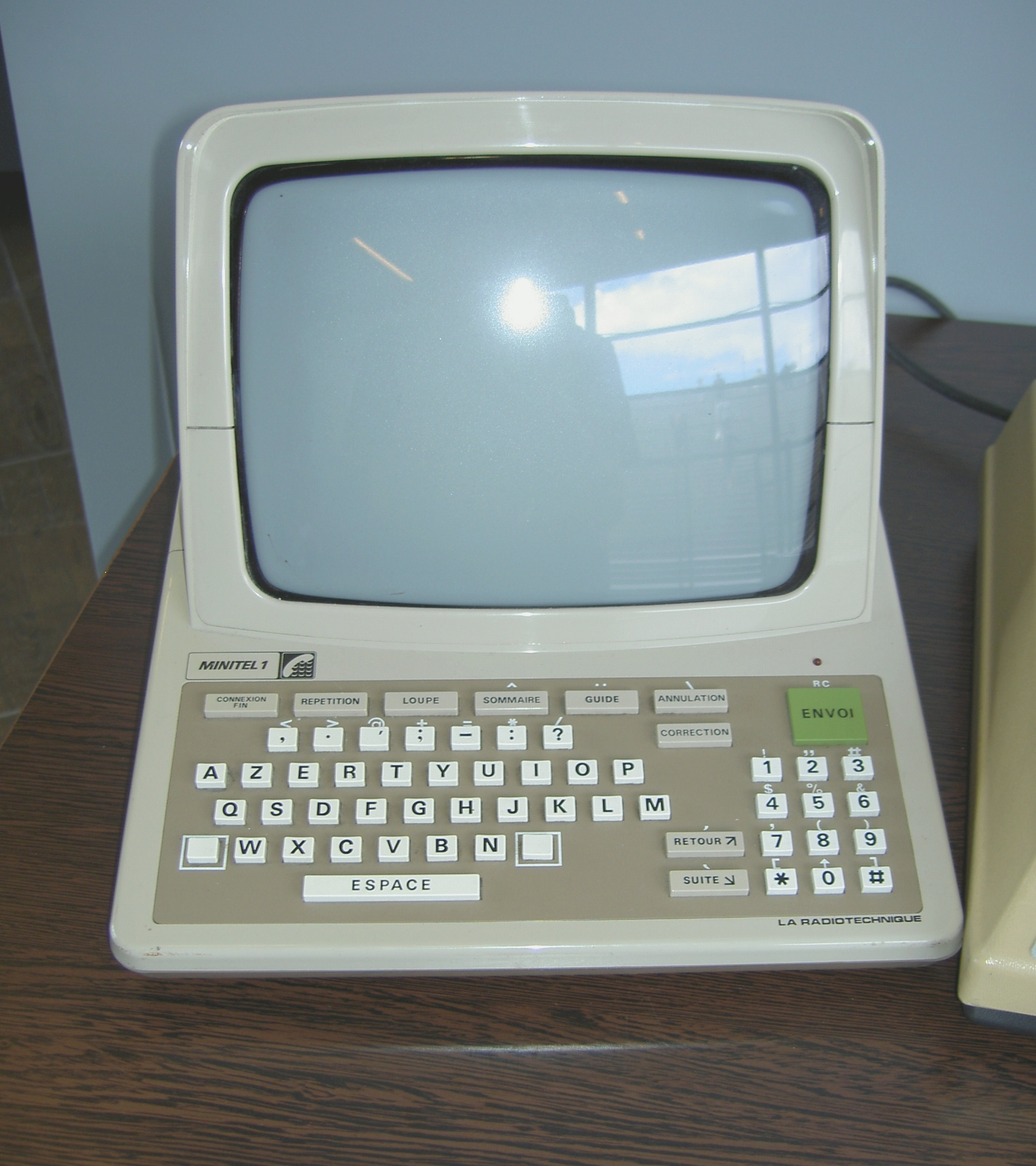
Le Minitel 1, sorti en 1982

- 4 juin : présentation en France du Minitel[1].

- 1er octobre  : début de la commercialisation du disque compact (CD) au Japon, le 52nd Street de  Billy Joel offert pour tout achat d'un lecteur de CD[2].

### Sciences physiques
- 17 janvier[3] : le géologue John Schutt découvre en Antarctique une météorite de 31 g. Baptisée Allan Hills A81005 (en), c'est la première météorite dont on ait démontré l'origine lunaire[4].

- 25 juin - 2 juillet : Jean-Loup Chrétien est le premier français à aller dans l'espace[5].

- 29 août : le Meitnerium (Mt), élément chimique de numéro atomique 109, est synthétisé au GSI de Darmstadt en Allemagne[6].
- 9 septembre : échec du premier tir commercial de la fusée Ariane[7].

- Décembre : découverte des bosons W+ et W− par le STS du CERN[8],[9].

### Sciences de la vie
- 9 avril : le neurologue américain Stanley Prusiner propose l'existence de maladies causées par des protéines infectieuses, les prions dans un article publié dans Science [10]. Son idée est très controversée par la communauté scientifique mais il remporte le prix Nobel de physiologie ou médecine en 1997.

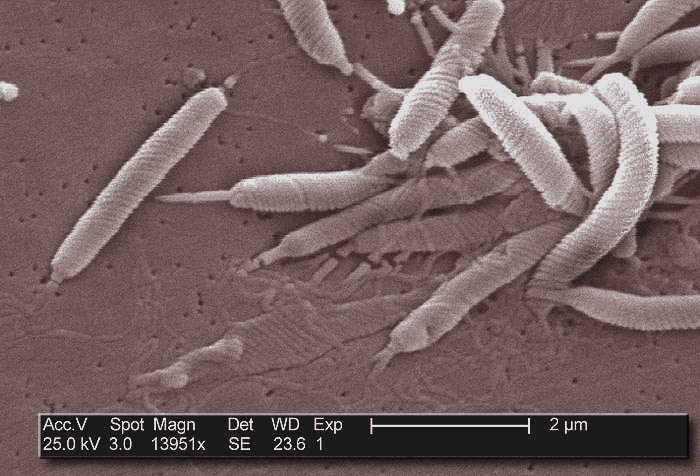
Helicobacter Pylori (Microscopie électronique)

- 14 avril : découverte à Perth de Helicobacter pylori par deux chercheurs australiens, Robin Warren et Barry Marshall[11],[12].
- 24 février : naissance d’Amandine, premier bébé éprouvette français[13].
- Mars : le zoologiste Terry Erwin estime le nombre d'espèces d'arthropodes sur Terre à 30 millions[14].
- 28 octobre : l'Humulin, insuline humaine produite par génie génétique, obtient l'approbation de la FDA[15].
- 2 décembre : première implantation d’un cœur artificiel à Salt Lake City par le Dr William DeVries (en)[16].

## Publications
- Karl Popper
- The Open Universe: An Argument for Indeterminism, (1982)
- Realism and the Aim of Science, (1982)

## Prix
- Prix Nobel

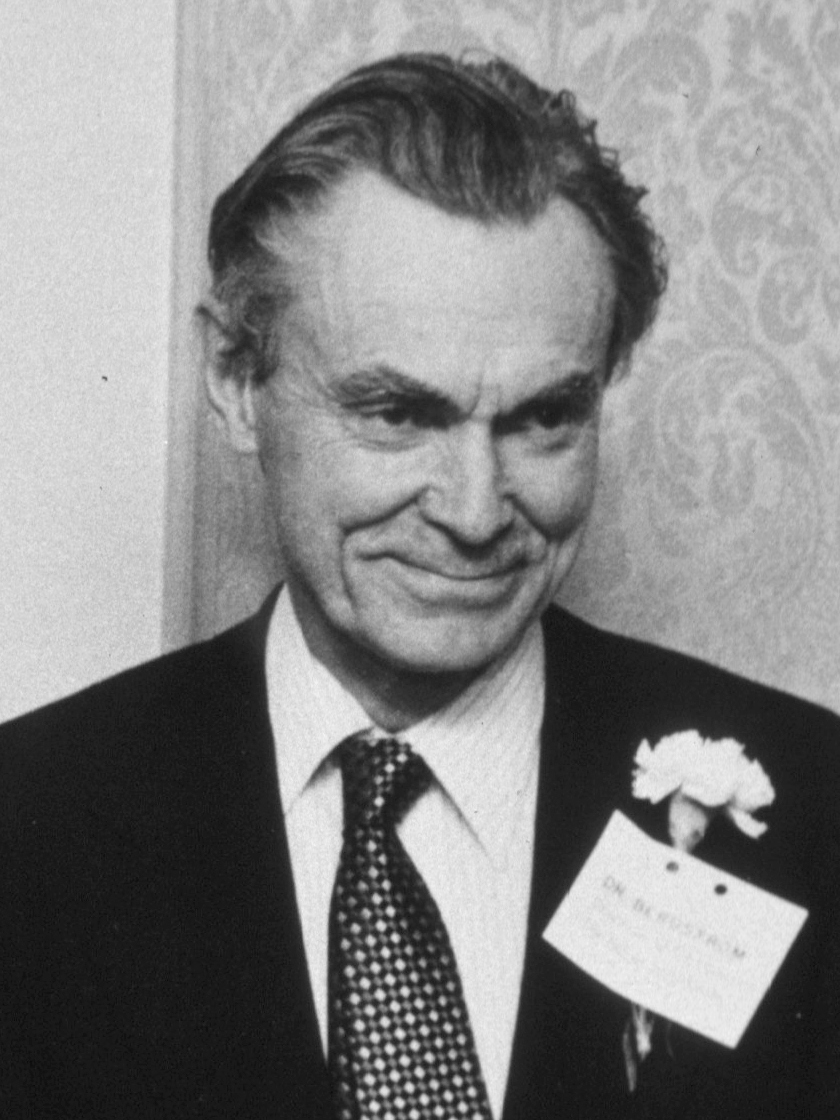
Sune Bergström

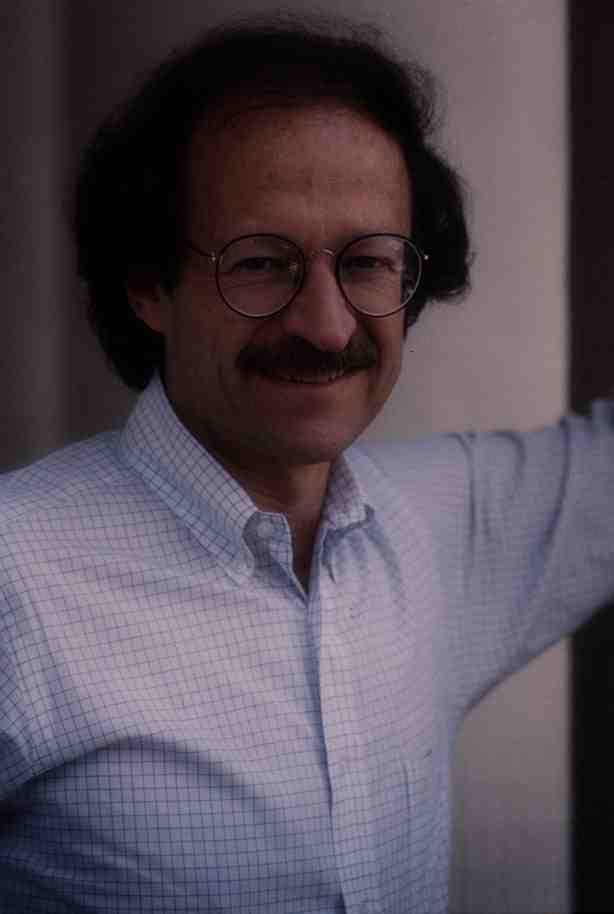
Harold Varmus

  - Prix Nobel de physiologie ou médecine : Sune Bergström, Bengt Samuelsson (suédois), John Vane (Britannique)
  - Prix Nobel de chimie : Aaron Klug (anglais)
  - Prix Nobel de physique : Kenneth Geddes Wilson
- Prix Crafoord
  - Le premier Prix Crafoord, nouvellement créé, est remis en mathématiques à Vladimir Arnold et Louis Nirenberg.

- Prix Lasker
  - Prix Albert-Lasker pour la recherche médicale fondamentale : J. Michael Bishop, Raymond L. Erikson (en), Hidesaburo Hanafusa, Harold Varmus, Robert Gallo
  - Prix Albert-Lasker pour la recherche médicale clinique : Roscoe Brady (en), Elizabeth Neufeld

- Médailles de la Royal Society
  - Médaille Buchanan : Frederick Warner
  - Médaille Copley : John Cornforth
  - Médaille Darwin : Jack Heslop-Harrison et Yolande Heslop-Harrison
  - Médaille Davy : Michael James Steuart Dewar
  - Médaille Hughes : Drummond Matthews et Frederick Vine
  - Médaille royale : William Hawthorne, Cesar Milstein, Richard Dalitz
  - Médaille Rumford : Charles Gorrie Wynne
  - Médaille Sylvester : John Frank Adams

- Prix Jules-Janssen (astronomie) : Peter van de Kamp
- Prix Turing en informatique : Stephen Cook
- Médaille Bruce (Astronomie) : Margaret Burbidge
- Médaille Fields : Alain Connes (français), William Thurston (américain), Shing-Tung Yau (américain né en Chine)
- Médaille Linnéenne : Peter Hadland Davis et Peter Humphry Greenwood
- Médaille d'or du CNRS : Pierre Joliot

## Naissances
- 27 mai : Marcelo Tosatti, développeur brésilien.
- Date indéterminée : Chiara Mingarelli, astrophysicienne italo-canadienne.

## Décès

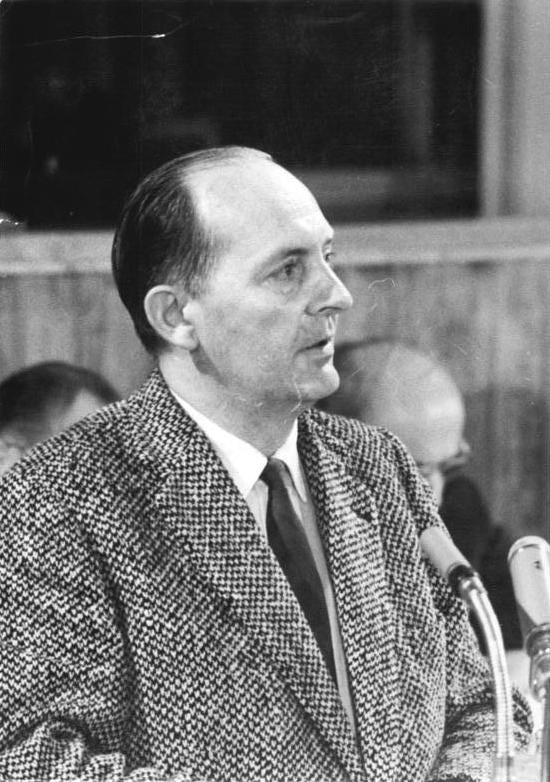
Robert Havemann en 1960.

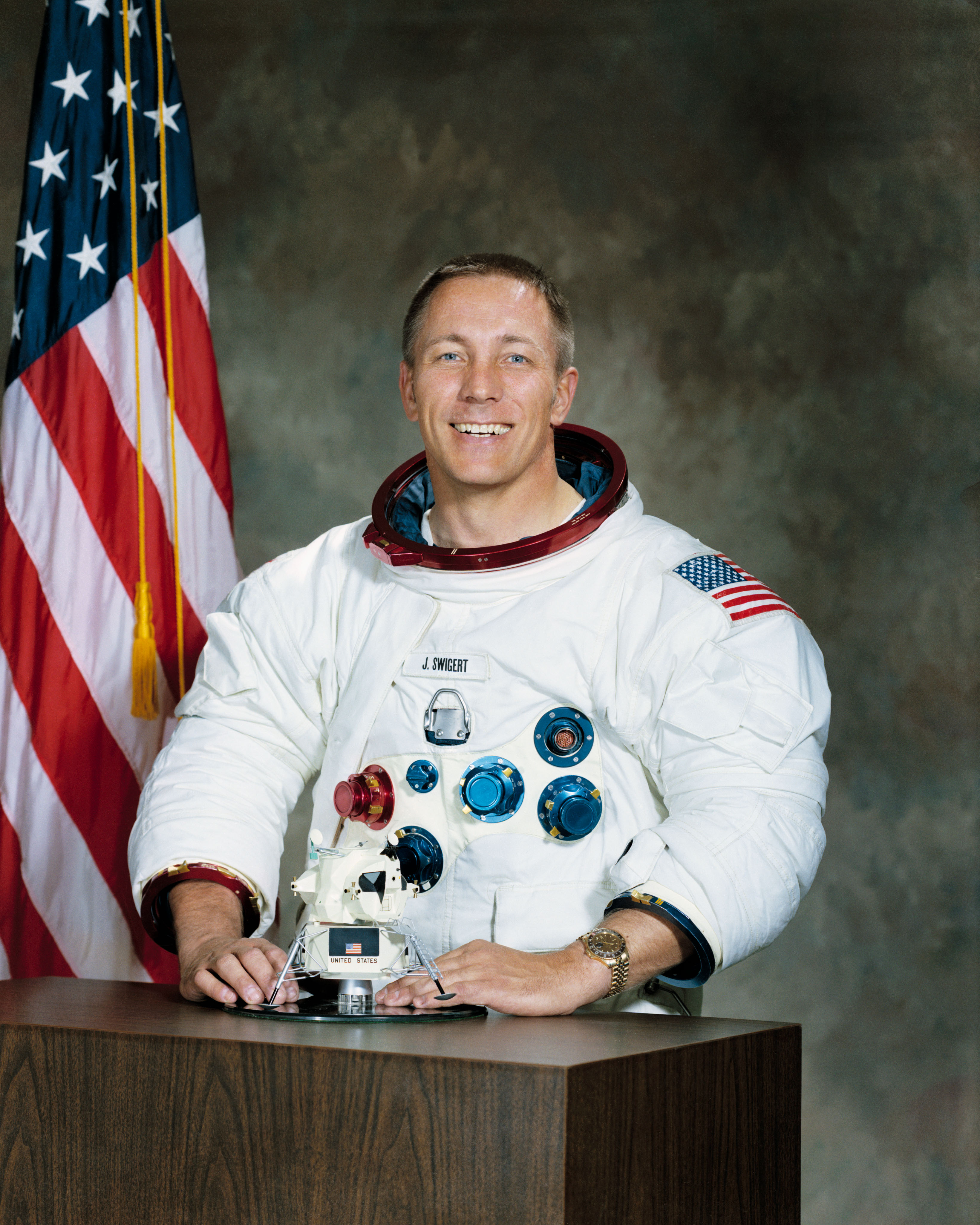
Jack Swigert

- 18 janvier : Huang Xianfan (né en 1899), historien et anthropologue chinois.
- 30 janvier : Viktor Glouchkov (né en 1923), mathématicien russe, fondateur de la technologie de l'information en URSS et l'un des fondateurs de la cybernétique.

- 20 février : René Dubos (né en 1901), agronome, biologiste et écologue français.

- 3 mars : Raymond Oliver Faulkner (né en 1894), égyptologue anglais.
- 28 mars : William Francis Giauque (né en 1895), ingénieur et chimiste américain.

- 12 juin : Karl von Frisch (né en 1886), éthologiste autrichien, prix Nobel de physiologie ou médecine en 1973.
- 29 juin : Graciela Salicrup (née en 1935), architecte, archéologue et mathématicienne mexicaine.
- 18 juillet : Roman Jakobson (né en 1896), linguiste russe.
- 19 juillet : Hugh Everett (né en 1930), physicien et mathématicien américain.
- 30 juillet : Geneviève Guitel (née en 1895), mathématicienne française.

- 2 août : Nikolaï Piliouguine (né en 1908), ingénieur soviétique.
- 3 août : Pietro Romanelli (né en 1889), archéologue et historien italien.
- 15 août : Hugo Theorell (né en 1903), biochimiste suédois.
- 23 août : Stanford Moore (né en 1913), biochimiste américain, prix Nobel de chimie en 1972.
- 24 août : Giorgio Abetti (né en 1882), astronome italien.

- 1er septembre : Haskell Curry (né en 1900), mathématicien et logicien américain.
- 12 septembre : Joseph Berkson (né en 1899), physicien, médecin et statisticien américain.

- 6 octobre : Arne Furumark (né en 1903), archéologue suédois.
- 28 octobre : Robert Atkinson (né en 1898), astronome et physicien britannique.

- 5 décembre : Daniel Swern (né en 1916), chimiste américain.
- 27 décembre : Jack Swigert (né en 1931), astronaute américain.